# Zoo di Dresda
Lo zoo di Dresda è un giardino zoologico situato in Germania, a Dresda, nei pressi del Grande Giardino.

## Storia
Fondato nel 1861 da Ludwig Reichenbach, con il sostegno della popolazione di Dresda e del re di Sassonia, questo zoo tedesco è specializzato nell'allevamento degli ominoidei e delle scimmie e fu la prima struttura in cui avvenne la nascita di un orango in cattività, in quanto si scoprì che la femmina acquistata dallo zoo nel 1927 era incinta. Ospita inoltre numerosi animali rari come il Pandinus imperator, l'elefante africano o l'Heterocephalus glaber. Ospita anche felini rari come il gatto di Temminck e il caracal del Turkmenistan. Lo Zoo di Dresda è aperto tutti i giorni dalle 8:30 a.m. alle 6:30 p.m.